# De La Soul
De La Soul és un trio de hip-hop estatunidenc format el 1987 a Long Island (Nova York). El grup és més conegut per la seva mostra eclèctica, lletres extravagants i les seves contribucions a l'evolució del jazz rap i els subgèneres alternatius del hip-hop. Els membres són Kelvin Posdnuos Mercer, David Trugoy the Dove Jolicoeur i Vincent Maseo Mason. Els tres van formar el grup a l'escola secundària i van cridar l'atenció del productor Prince Paul amb una cinta demo de la cançó «Plug tunin'». L'àlbum debut de la banda, 3 Feet High i Rising (1989), ha estat anomenat «una obra mestra del hip-hop». Ha sigut el seu major èxit comercial fins ara, tot i que els àlbums posteriors han continuat rebent bones crítiques.
David Trugoy the Dove Jolicoeur va morir a l'inici de l'any 2023.

## Discografia
- 3 Feet High and Rising (1989)
- De La Soul Is Dead (1991)
- Buhloone Mindstate (1993)
- Stakes Is High (1996)

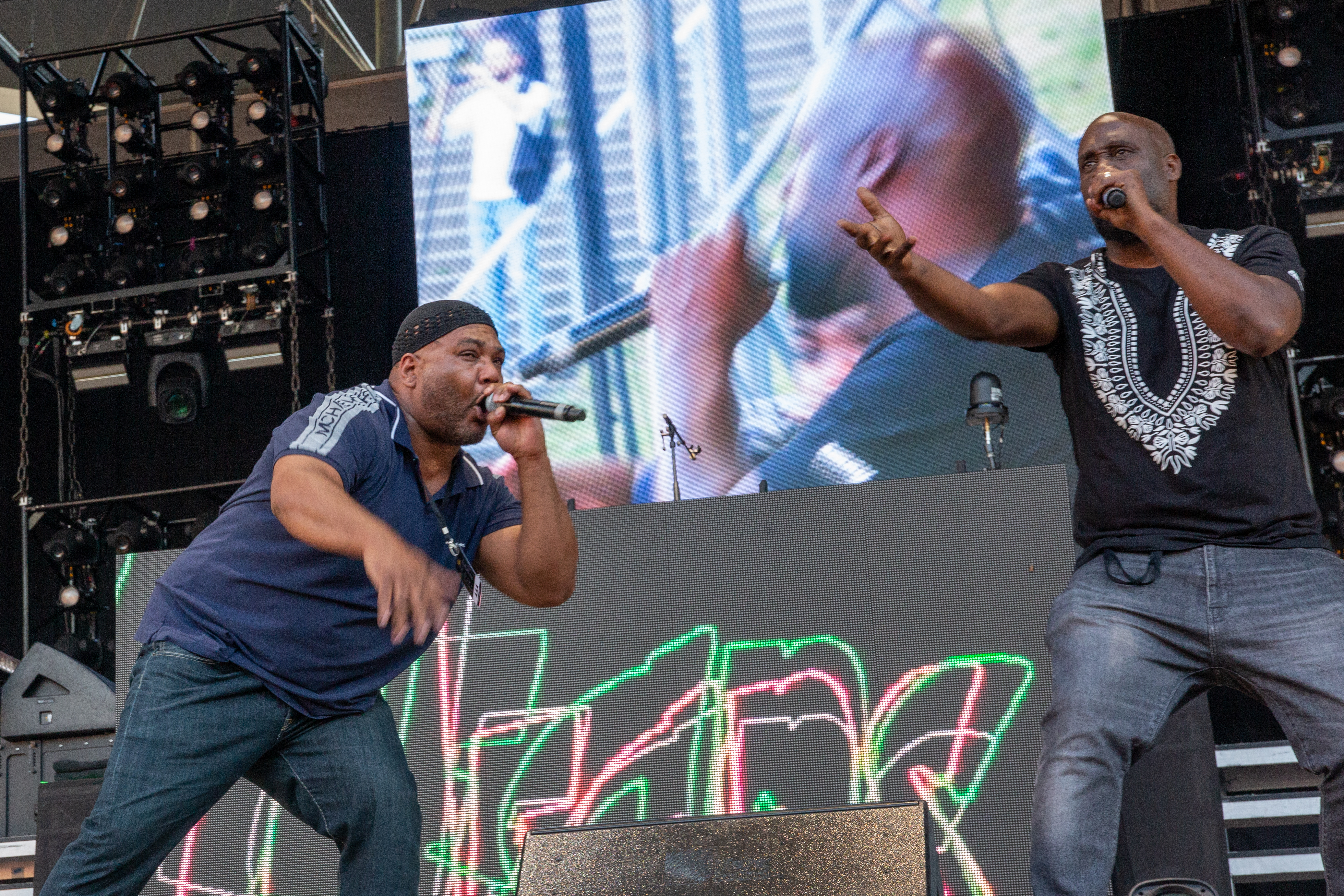
Kelvin Mercer aka Posdnous and Vincent Mason aka Maseo of De La Soul at Gods of Rap 2019 in Berlin, Germany

- Art Official Intelligence: Mosaic Thump (2000)
- AOI: Bionix (2001)
- The Grind Date (2004)
- Plug 1 & Plug 2 Present... First Serve (2012)
- and the Anonymous Nobody... (2016)